# Tanjung Laga
Tanjung Laga is een bestuurslaag in het regentschap Ogan Komering Ilir van de provincie Zuid-Sumatra, Indonesië. Tanjung Laga telt 475 inwoners (volkstelling 2010).